# Thornton (Illinois)
Thornton – wieś w Stanach Zjednoczonych, w stanie Illinois, w hrabstwie Cook.